# Park Ji-hwan
Park Ji-hwan (en hangul, 박지환; nacido el 5 de septiembre de 1980) es un actor surcoreano.

## Carrera
Interesado en principio por especializarse en diseño de moda, no tardó mucho tiempo en abandonar y orientarse hacia el mundo de la actuación. Se unió a una compañía teatral pero sentía rechazo por la práctica usual de pasar por un período de aprendiz, de modo que renunció y se retiró a un templo budista durante seis meses. Después de que un amigo le aconsejó que probara suerte en el cine, Park fue a la Academia de Cine de Corea. Aunque su primera aparición en la pantalla grande fue en Yellow Hair (1999), empezó a actuar con regularidad después de The City of Violence (2006), a menudo con papeles de villano. Su aspecto físico le ha llevado a ser elegido repetidamente para este tipo de personajes. En sus primeros años, aún desconocido, se mantenía con toda clase de trabajos a tiempo parcial.
Debutó en televisión con la serie Six Flying Dragons (2015), donde se le puede ver en pequeños papeles desde entonces; pero no fue hasta 2017 cuando empezó a ser conocido por el público gracias a su participación en el exitoso thriller de acción The Outlaws. Inmediatamente después obtuvo un reconocimiento más amplio con otras dos películas:1987: When the Day Comes (2017) y Unstoppable (2018). Sobre la primera, que trata un hecho real relacionado con la represión policial durante el Levantamiento Democrático de Junio, Park declaró que «fue el primer trabajo que me hizo experimentar un sentido del deber mientras actuaba», aunque su personaje, como casi siempre, fuera negativo.
En The Battle: Roar to Victory (2019) exhibió su excelente dominio del japonés para interpretar a un oficial del Ejército Imperial. De él dijo el director de la misma, Won Shin-yeon: «Su capacidad para analizar personajes es como un microscopio. Es excelente para analizar a las personas en detalle y es un actor que las expresa bien».
Al año siguiente fue un hombre apodado Carpa, que regenta un local solo para hombres, en la película de crimen y suspenso Nido de víboras; el suyo fue de nuevo un papel breve pero al tiempo destacado por la crítica.
El 18 de abril de 2022 el actor firmó un contrato de representación exclusiva con la agencia Just Entertainment. En el mismo 2022 fue uno de los numerosos protagonistas de la serie Nuestro horizonte azul. Su papel era el de Jung In-gwon, propietario de un negocio de comidas. Por las mismas fechas que se emitía la serie, se exhibía en los cines The Roundup, una continuación de The Outlaws donde volvía a interpretar al personaje que le dio a conocer al público. Los grandes éxitos respectivamente de audiencia y taquilla de estas dos producciones contribuyeron a aumentar su popularidad. La segunda le valió, además, el premio a mejor actor de reparto en el 27.º Festival Internacional de Cine de Chunsa.
Por otra parte, The Outlaws se prolongó desde 2022 en una serie de continuaciones con el título internacionalThe Roundup, en las que Park volvió con su ya famoso personaje Jang Yi-soo, excepto en la número 3 de la serie (The Roundup: No Way Out, 2023), donde se limitó a una aparición especial por problemas de agenda. Pero en junio de 2023 había terminado de filmar la 4 (The Roundup: Punishment), prevista para 2024, y se estaba programando la 5.

## Filmografía

### Cine
| Año   | Título                                             | Hangul                        | Papel                            | Notas                   | Ref.          |
| ----- | -------------------------------------------------- | ----------------------------- | -------------------------------- | ----------------------- | ------------- |
| 2006  | The City of Violence                               | 짝패                          | Jefe de pandilla adolescente     | Debut en cine comercial | [ 4 ]         |
| 2008  | A Cheonggyecheon Dog                               | 청계천의 개                   | Min-soo                          | Protagonista            | [ 12 ] [ 13 ] |
| 2009  | Exhausted                                          | 고갈                          | Ko-gal                           |                         | [ 14 ]        |
| 2009  | A Blind River                                      | 귀향                          | Hombre que orina                 | Aparición especial      |               |
| 2012  | Plump Revolution                                   | 통통한 혁명                   | Camarero                         |                         |               |
| 2013  | Anti Gas Skin                                      | 방독피                        | Bo-Sik                           |                         | [ 15 ] [ 16 ] |
| 2013  | The Berlin File                                    | 베를린                        | Miembro de la agencia            |                         | [ 4 ]         |
| 2013  | Way Back Home                                      | 집으로 가는 길                | Ha Tae-gwang                     |                         |               |
| 2014  | Marbling                                           | 한 번도 안 해본 여자          | Hombre borracho                  |                         |               |
| 2014  | Man in Love                                        | 남자가 사랑할 때              | «Gold Teeth»                     |                         | [ 17 ]        |
| 2014  | My Dictator                                        | 나의 독재자                   | Jefe del equipo asesor           |                         | [ 18 ]        |
| 2014  | Big Match                                          | 빅매치                        | Vagabundo                        |                         |               |
| 2014  | Love Clinic                                        | 연애의 맛                     | Sénior en la escuela de medicina |                         | [ 19 ]        |
| 2015  | The Shameless                                      | 무뢰한                        | Son Kyoung-Soo                   |                         |               |
| 2015  | Bad Man                                            | 악인은 살아 있다              | Detective Kim Joo-Won            |                         |               |
| 2015  | The Tiger: An Old Hunter's Tale                    | 대호                          | Cazador Hwan                     |                         | [ 4 ]         |
| 2016  | A Violent Prosecutor                               | 검사외전                      | Chul-goo                         |                         | [ 2 ]         |
| 2016  | The Great Actor                                    | 대배우                        | Jung-bong                        |                         |               |
| 2016  | Special Investigation: Death Row Prisoner's Letter | 특별수사 : 사형수의 편지      | Sargento Gil                     |                         | [ 18 ]        |
| 2017  | Warriors of the Dawn                               | 대립군                        | Gorruta                          |                         | [ 4 ] [ 2 ]   |
| 2017  | The Outlaws                                        | 범죄도시                      | Jang Yi-soo                      |                         | [ 20 ]        |
| 2017  | 1987: When the Day Comes                           | 1987                          | Teniente de policía Hwang        |                         | [ 5 ]         |
| 2018  | Unstoppable                                        | 성난황소                      | Choon-sik                        |                         | [ 21 ]        |
| 2018  | The Drug King                                      | 마약왕                        | Wang Moon-ho                     |                         |               |
| 2019  | Svaha                                              | 사바하                        | Jang-seok                        |                         |               |
| 2019  | The Battle: Roar to Victory                        | 봉오동 전투                   | Shigeru Arayoshi                 |                         | [ 6 ] [ 22 ]  |
| 2020  | Nido de víboras                                    | 지푸라기라도 잡고 싶은 짐승들 | Carpa                            |                         | [ 7 ]         |
| 2021  | Spiritwalker                                       | 유체이탈자                    | Haengryeo                        |                         | [ 23 ] [ 24 ] |
| 2022  | Piratas: El último tesoro de la corona             | 해적: 도깨비 깃발             | Ah-gwi                           |                         | [ 25 ]        |
| 2022  | The Roundup                                        | 범죄도시2                     | Jang Yi-soo                      |                         | [ 26 ] [ 27 ] |
| 2022  | Hansan: Rising Dragon                              | 한산: 용의 출현               | Na Dae-young                     |                         | [ 28 ]        |
| 2023  | The Roundup: No Way Out                            | 범죄도시3                     | Jang Yi-soo                      | Aparición especial      | [ 11 ]        |
| 2024  | The Roundup: Punishment                            | 범죄도시4                     | Jang Yi-soo                      |                         | [ 29 ] [ 11 ] |
| 2024  | Hijack 1971                                        | 하이재킹                      | Inspector Kim                    |                         | [ 30 ]        |
| 2024  | Handsome Guys                                      | 핸섬가이즈                    | Jefe Choi                        |                         | [ 31 ] [ 32 ] |
| 2024  | Bogotá: Tierra de últimas oportunidades            | 보고타: 마지막 기회의 땅      | Jefe Park                        | Rodada en 2020 y 2021   | [ 33 ]        |
| Próx. | Boss                                               | 보스                          | Pan-ho                           |                         | [ 34 ]        |
| Próx. | The Roundup 5                                      | 범죄도시5                     | Jang Yi-soo                      |                         |               |

### Series de televisión
| Año     | Título                       | Papel                    | Canal   | Notas                           | Ref.                 |
| ------- | ---------------------------- | ------------------------ | ------- | ------------------------------- | -------------------- |
| 2015    | Six Flying Dragons           | Miembro de Poong Ji-gwan | SBS     |                                 |                      |
| 2016    | Pied Piper                   | Huh Tae-woong            | tvN     |                                 |                      |
| 2017-18 | Untouchable                  | Koo Do-soo               | jTBC    |                                 |                      |
| 2019    | Touch Your Heart             | Lee Doo-seop             | tvN     |                                 |                      |
| 2019    | The Nokdu Flower             | Kim Ga                   | SBS     |                                 |                      |
| 2019    | Black Dog: Being A Teacher   | Song Young-tae           | tvN     |                                 | [ 22 ]               |
| 2020    | The Good Detective           | Exmarido de Kang Eun-hee | jTBC    | Aparición especial, ep. 4,14,16 |                      |
| 2022    | Nuestro horizonte azul       | Jung In-kwon             | tvN     |                                 | [ 26 ] [ 35 ]        |
| 2023    | My Lovely Boxer              | Kim Oh-bok               | KBS2    |                                 | [ 36 ] [ 37 ]        |
| 2023    | El monstruo de la vieja Seúl | Koo Gab-pyung            | Netflix | Serie web                       | [ 38 ]               |
| 2024    | Nadie en el bosque           | Jong-doo                 | Netflix | Serie web                       | [ 39 ]               |
| 2024    | La reina Woo                 | Moo-gol                  | TVING   | Serie web                       | [ 40 ] [ 41 ] [ 42 ] |
| 2024    | Seoul Busters                | Mu Jung-ryeok            | Disney+ | Serie web                       | [ 43 ] [ 44 ]        |

### Variedades televisivas
| Año  | Título                    | Función             | Canal | Notas                                                      | Ref.          |
| ---- | ------------------------- | ------------------- | ----- | ---------------------------------------------------------- | ------------- |
| 2022 | Europa fuera de la tienda | Miembro del reparto | tvN   | Programa de viajes en tienda de campaña - temp. 1: Italia  | [ 45 ] [ 46 ] |
| 2023 | Europa fuera de la tienda | Miembro del reparto | tvN   | Programa de viajes en tienda de campaña - temp. 3: Noruega | [ 47 ] [ 48 ] |

## Premios y nominaciones
| Año  | Premios          | Categoría              | Papel                  | Resultado | Ref.          |
| ---- | ---------------- | ---------------------- | ---------------------- | --------- | ------------- |
| 2022 | APAN Star        | Mejor actor de reparto | Nuestro horizonte azul | Nominado  | [ 49 ]        |
| 2022 | Blue Dragon Film | Mejor actor de reparto | The Roundup            | Nominado  | [ 50 ]        |
| 2022 | Buil Film        | Mejor actor de reparto | The Roundup            | Nominado  | [ 51 ]        |
| 2022 | Chunsa Film Art  | Mejor actor de reparto | The Roundup            | Ganador   | [ 10 ] [ 52 ] |
| 2022 | Grand Bell       | Mejor actor de reparto | The Roundup            | Nominado  | [ 53 ]        |
| 2022 | Grand Bell       | Premio Jurado popular  | The Roundup            | Ganador   | [ 54 ]        |
| 2023 | Baeksang Arts    | Mejor actor de reparto | The Roundup            | Nominado  | [ 55 ]        |